# ناتالی گونزالس
ناتالی گونزالس (انگلیسی: Nathalie Gonzalez؛ زادهٔ ۹ آوریل ۱۹۹۵) بازیکن فوتبال اهل لوکزامبورگ است.
وی همچنین در تیم ملی فوتبال Luxembourg بازی کرده‌است.